# خانه سید حسین بهشتی
خانه سید حسین بهشتی مربوط به دوره قاجار است و در قزوین، تقاطع خیابان شهرداری و خیابان فردوسی واقع شده و این اثر در تاریخ ۲۵ اسفند ۱۳۷۹ با شمارهٔ ثبت ۳۶۷۶ به‌عنوان یکی از آثار ملی ایران به ثبت رسیده‌است.